# Power Dynamos FC
Power Dynamos Football Club – zambijski klub piłkarski założony w Kitwe. Power Dynamos rozgrywa swoje mecze na stadionie Arthur Davis w Kitwe (pojemność: 10000 miejsc). Wśród kibiców w Zambii klub zwany jest "Power 90". Klub występuje w pierwszej lidze Zambii i gra w nim wielu zawodników reprezentacji Zambii.
Klub jest sponsorowany przez Copperbelt Energy Corporation.

## Sukcesy
- Zdobywca Afrykańskiego Pucharu Zdobywców Pucharów: 1

2001
- Mistrz Zambii: 8

1984, 1991, 1994, 1997, 2000, 2011, 2023, 2025
- Puchar Zambii: 7

1979, 1980, 1982, 1990, 1997, 2001, 2003
- Puchar Challenge Cup Zambii: 2

1990, 2001
- Tarcza Dobroczynności Zambii: 1

2004
- Puchar Coca Cola Zambii: 1

2003